# Čađavica
 Ovo je glavno značenje pojma Čađavica. Za druga značenja pogledajte Čađavica (razdvojba).
Čađavica je općina u Hrvatskoj. Nalazi se na sjeveroistoku Virovitičko-podravske županije.

## Zemljopis
Smještena je uz obalu rijeke Drave (2 km južno od rijeke), na cesti D34 koja povezuje Slatinu i Donji Miholjac.

## Stanovništvo
Po popisu stanovništva iz 2011., općina Čađavica imala je 2009 stanovnika, raspoređenih u 10 naselja:
- Čađavica – 678
- Čađavički Lug – 277
- Donje Bazije – 148
- Ilmin Dvor – 53
- Noskovačka Dubrava – 59
- Noskovci – 195
- Starin – 80
- Šaševo – 114
- Vraneševci – 152
- Zvonimirovac – 253

| broj stanovnika | 2469  | 3086  | 3010  | 3367  | 3942  | 4494  | 4292  | 6253  | 7085  | 7344  | 6417  | 4659  | 3606  | 3011  | 2394  | 2009  | 1555  |
|                 | 1857. | 1869. | 1880. | 1890. | 1900. | 1910. | 1921. | 1931. | 1948. | 1953. | 1961. | 1971. | 1981. | 1991. | 2001. | 2011. | 2021. |

| broj stanovnika | 1109  | 1266  | 1168  | 1239  | 1323  | 1434  | 1497  | 1657  | 1684  | 1691  | 1506  | 1215  | 1049  | 921   | 787   | 678   | 569   |
|                 | 1857. | 1869. | 1880. | 1890. | 1900. | 1910. | 1921. | 1931. | 1948. | 1953. | 1961. | 1971. | 1981. | 1991. | 2001. | 2011. | 2021. |

### Nacionalni sastav, 2001.
- Hrvati – 2131 (89,01)
- Srbi – 208 (8,69)
- Albanci – 12 (0,50)
- Rusini – 2
- Nijemci – 1
- Slovenci – 1
- neopredijeljeni – 34 (1,42)
- nepoznato – 5 (0,21)

## Povijest
Prvi zapisi datiraju iz 14. stoljeća. Turska osvajanja Hrvatske nisu rezultirala time da je naselje opustilo, nego je bila jedno od rijetkih mjesta u kojima se zadržalo starosjedilačko stanovništvo. Popis iz 1720. godine zabilježio je 16 obitelji. Naseljavanje ovog kraja nastavilo se i poslije te godine. Doselili su Hrvati iz Podravine oko Virovitice te Hrvati iz hrvatskih sela s druge strane rijeke Drave. 1852. je godine proglašena trgovištem što je bila sve do 1945. godine.
Selo Čađavica u starijoj je povijesti poznato po prvim nalazima Slavenske kulture (Martinovska kultura) u ovom dijelu Hrvatske koja datiraju u daleko VI. i VII. stoljeće i po barokiziranoj gotičkoj crkvi Sv. Petra i Pavla koja se prvi put spominje 1334. godine. Staro ime Čađavica je Zagocha, a pronađeni arheološki nalazi čuvaju se u Arheološkom muzeju u Zagrebu.

## Gospodarstvo
U Čađavici djeluje tvrtka za otkup i preradu povrća i voća "Slavonka d.o.o.", kao i kooperacija i silosi osječke tvrtke "Žito d.o.o.".
Većina stanovništva se bavi poljoprivredom.
Čađavica je poznata i po uzgoju arapskih konja, s kojim se započelo 1995. na ergeli Čađavica. Ergelu je osnovao Živko Bošnjak, a na istoj se uzgajaju tradicionalni arapski konji porijeklom s ergela Višnjica, Borike i Karađorđevo, Shagya arapi te Punokrvni arapski konji. Svaka od ovih populacija konja konja nosi prepoznatljiva obilježja arapskog konja kao što su ljepota, izdržljivost, skromnost u ishrani, dobra narav i temperament. Ergela Čađavica usmjerena je prvenstveno na uzgoj konja, a posebnu pozornost vlasnici su posvetili kombiniranju pripusta i selekciji konja. Osim arapskih konja, iz tradicionalnih razloga uzgajaju se i konji pasmine Hrvatski hladnokrvnjak, kao uspomena na minula vremena kada su konji obavljali teške fizičke radove. Sveukupno na ergeli ima oko 60 arapskih grla različitih dobnih kategorija.

## Poznate osobe
- Josip Ivanković, pjesnik i skladatelj tamburaških hitova, rođen u Čađavici zvan "Jakobanac".[6]  Najveći hitovi nekadašnjih Zlatnih dukata njegovo su djelo.
- Rade Brajnović, pjesnik[7] je djetinjstvo proveo u selu.
- Jasenko Houra (rođen 3. lipnja 1960. u Virovitici), član grupe Prljavo kazalište, djetinjstvo proveo u Čađavici.[8]

## Spomenici i znamenitosti
Župna rimokatolička crkva sv. Petra apostola pripada slatinskom dekanatu Požeške biskupije. Najstarija je crkva ovog dijela Slavonije i dragocjeni spomenik kulture. Prema popisu crkvenih objekata Zagrebačke nadbiskupije iz 1334. god. spominje se kao 'ecclesia sancti Martini de Zagocha'. Crkveni god ili kirvaj slavi se 29. lipnja, a taj dan se ujedno slavi kao i Dan općine.

## Obrazovanje
Opća pučka škola otvorena je 1875. godine u novoj školskoj zgradi. Velike zasluge za njenu izgradnju imao je Vratolomej Baloković. Škola postaje trorazredna 1935. godine. Nakon II. svj. rata škola je devastirana, a školska arhiva i knjižnica uništene. Godine 1947. škola ima 217 učenika u sedam razreda. U školskoj godini 1956./57. otvara se i osmi razred te osniva školska zadruga. Škola Čađavica od 1971. godine nosi naslov istaknutog hrvatskog pedagoga Davorina Trstenjaka. Školsko sportska dvorana otvorena je 1981. godine.

## Kultura
- Kulturno-umjetničko društvo „Podravina“ Čađavica

## Šport
- Ženski nogometni klub Čađavica, natječe se u Drugoj hrvatskoj ženskoj nogometnoj ligi.
- NK Mladost 1930 Čađavica, natječe se u 1. ŽNL
- Športsko-ribolovna udruga "Karas" Čađavica

## Ostalo
- Dobrovoljno vatrogasno društvo Čađavica, osnovano 1923.
- Lovačka udruga „Sokol“ Čađavica
- Moto klub "Zvijeri" Čađavica
- Slavonski uzgajivači hladnokrvnih konja
- Stočarsko-ratarska udruga Čađavica

## Vanjske poveznice
- http://www.opcina-cadjavica.hr/
- http://os-davorin-trstenjak-cadjavica.skole.hr/  Arhivirana inačica izvorne stranice od 10. svibnja 2019. (Wayback Machine)